# Miyoshi (Hiroshima)
Miyoshi (三次市 Miyoshi-shi?) es una ciudad localizada en la prefectura de Hiroshima, Japón. En junio de 2019 tenía una población estimada de 51.049 habitantes y una densidad de población de 65,6 personas por km². Su área total es de 778,14 km².

## Geografía

### Localidades circundantes
- Prefectura de Hiroshima
  - Akitakata
  - Fuchū
  - Higashihiroshima
  - Sera
  - Shōbara
- Prefectura de Shimane
  - Iinan
  - Misato
  - Ōnan

## Demografía
Según los datos del censo japonés, esta es la población de Miyoshi en los últimos años.
| Año del censo | Población |
| ------------- | --------- |
| 1995          | 62.910    |
| 2000          | 61.635    |
| 2005          | 59.314    |
| 2010          | 56.605    |
| 2015          | 53.615    |